# Назаренко, Егор Алексеевич
Его́р Алексе́евич Наза́ренко (род. 3 августа 2005, Кострома) — российский футболист, полузащитник московского «Динамо», выступающий на правах аренды за костромской «Спартак».

## Клубная карьера
Родился в Костроме.
В 2012 году начал заниматься футболом в ДЮФШ костромского «Динамо». Летом 2017 года перешёл в академию московского «Динамо».
16 апреля 2022 года в матче Второго дивизиона против клуба «Тверь» дебютировал в профессиональном футболе за фарм-клуб «Динамо-2».
20 марта 2024 года продлил контракт с «Динамо» до лета 2027 года. 2 апреля 2024 года дебютировал за основную команду в матче Кубка России против клуба «СКА-Хабаровск».
27 июля 2024 года дебютировал в РПЛ, выйдя на замену в матче против московского «Локомотива».
В сезоне 2024 с фарм-клубом стал победителем Второй лиги (дивизион «Б», группа 2).
8 июля 2025 года на правах аренды перешёл в костромской «Спартак».

## Карьера в сборной
В период с 2019 по 2021 выступал за сборные России (до 15 и до 16 лет).
20 октября 2021 года в матче отборочного раунда юношеского чемпионата Европы 2022 против сборной Румынии (до 17 лет) дебютировал в составе сборной России (до 17 лет).

## Статистика выступлений
| Выступление          | Выступление       | Выступление      | Лига | Лига | Кубки | Кубки | Итого | Итого |
| Клуб                 | Лига              | Сезон            | Игры | Голы | Игры  | Голы  | Игры  | Голы  |
| -------------------- | ----------------- | ---------------- | ---- | ---- | ----- | ----- | ----- | ----- |
| Динамо (Москва)      | РПЛ               | 2023/24          | 0    | 0    | 1     | 0     | 1     | 0     |
| Динамо (Москва)      | РПЛ               | 2024/25          | 1    | 0    | 2     | 0     | 3     | 0     |
| Динамо (Москва)      | Итого             | Итого            | 1    | 0    | 3     | 0     | 4     | 0     |
| → Динамо-2 (Москва)  | Второй дивизион   | 2021/22          | 1    | 0    | —     | —     | 1     | 0     |
| → Динамо-2 (Москва)  | Вторая лига       | 2022/23          | 11   | 1    | —     | —     | 11    | 1     |
| → Динамо-2 (Москва)  | Вторая лига («Б») | 2023             | 16   | 4    | —     | —     | 16    | 4     |
| → Динамо-2 (Москва)  | Вторая лига («Б») | 2024             | 21   | 2    | —     | —     | 21    | 2     |
| → Динамо-2 (Москва)  | Вторая лига («А») | 2024/25          | 14   | 1    | —     | —     | 14    | 1     |
| → Динамо-2 (Москва)  | Итого             | Итого            | 63   | 8    | —     | —     | 63    | 8     |
| → Спартак (Кострома) | Первая лига       | 2025/26          | 5    | 0    | 0     | 0     | 5     | 0     |
| → Спартак (Кострома) | Итого             | Итого            | 5    | 0    | 0     | 0     | 5     | 0     |
| Всего за карьеру     | Всего за карьеру  | Всего за карьеру | 69   | 8    | 3     | 0     | 72    | 8     |

## Достижения
«Динамо-2» (Москва)
- Победитель Второй лиги (дивизион «Б», группа 2): 2024
- Итого : 1 трофей